# Silvio Varviso

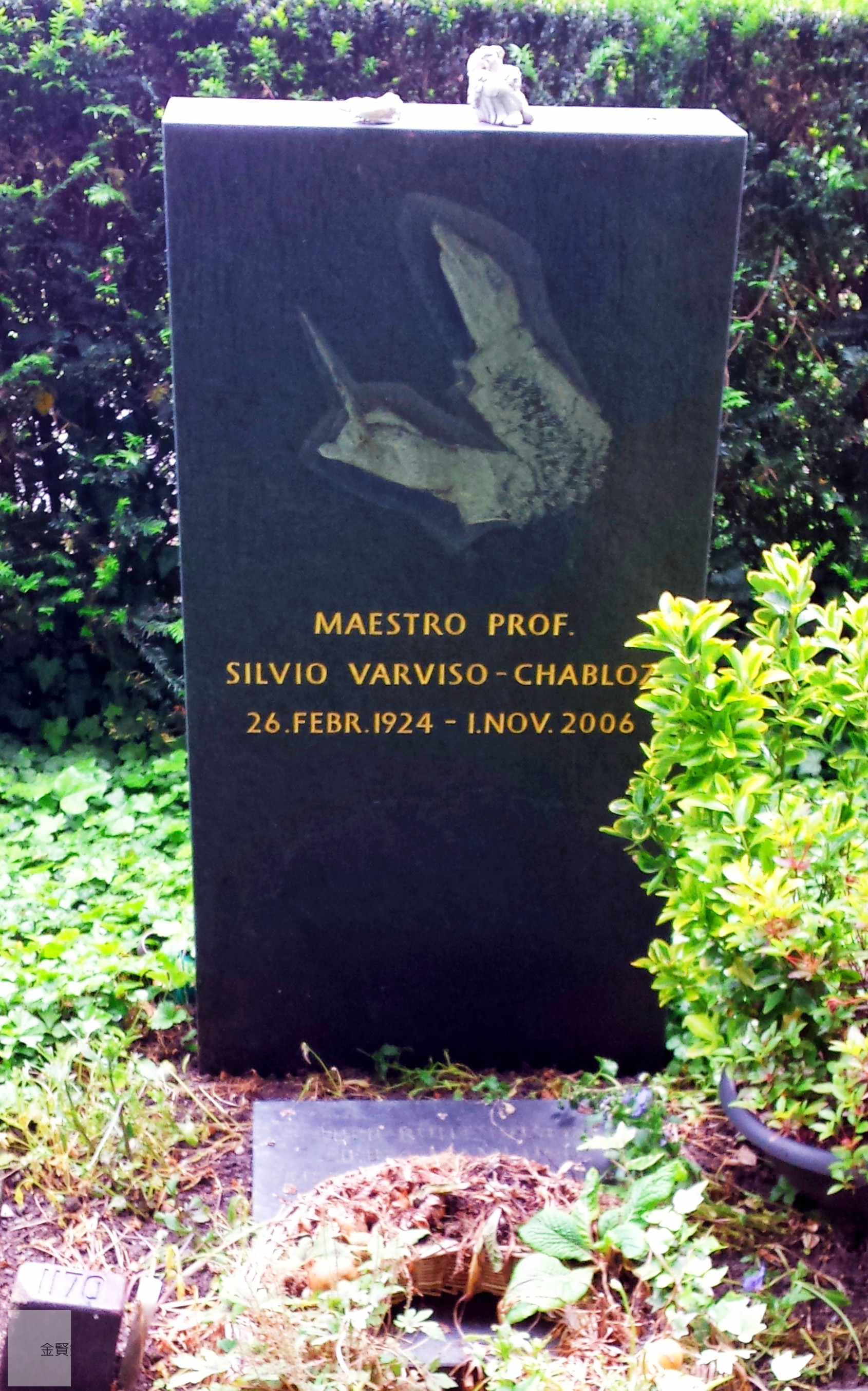
Lápida de Silvio Varviso-Chabloz en el Hörnli

Silvio Varviso, nacido en Zúrich el 26 de febrero de 1924 y fallecido en Amberes el 1 de noviembre de 2006, fue un director de orquesta suizo, particularmente asociado al repertorio alemán e italiano.

## Biografía
Silvio Varviso estudió en el conservatorio de música de su ciudad natal con W. Frey (piano) y H. Rogner (dirección), y posteriormente se perfeccionó en Viena (Austria), con Clemens Krauss.
Debutó en 1944 en el Teatro de San Galo, donde es nombrado director dos años más tarde. Accede a la Ópera de Basilea en 1950, siendo posteriormente nombrado director musical entre los años 1956 y 1962. A partir de ese momento, su carrera alcanza un nivel internacional, con apariciones en Berlín, Hamburgo, París, Londres, Glyndebourne, viena y Múnich, entre otros. Debuta en la Ópera de San Francisco en 1959, y en la Ópera del Metropolitan de Nueva York en 1985.
Hasta la fecha, su repertorio se ceñía principalmente a obras de origen italiano. Sin embargo, a partir de 1969 comienza a ampliar su repertorio con óperas de Wagner, y dirige regularmente en el Festival de Bayreuth.
Durante los años 90 regresa a la dirección del repertorio italiano, dirigiendo principalmente en Bélgica.

## Grabaciones
Rossini, Il Barbieri Di Siviglia, Con Teresa Berganza Nicolai Ghiaurov, Manuel Ausensi, Fernando Corena, Ugo Benelli, con Orchestra e Coro Rossini di Napoli.
Rossini,  L'Italiana in Algeri, Con Teresa Berganza, Luigi Alva, Fernando Corena, Ronaldo Panerai, Giuliana Tavolaccini, Paolo Montarsolo. Coro y Orquesta del Maggio Musicale Fiorentino. 1964 The Decca Record Co. Ltd.